# Jiang'an
Jiang'an léase Chiáng-An (en chino:江岸区, pinyin:Jiāng'àn  qū, lit:ribera ) es un  distrito urbano bajo la administración directa de la ciudad-prefectura de Wuhan. Se ubica al este de la provincia de Hubei, sur de la República Popular China. Su área es de 64 km² y su población total para 2016 fue de +900 mil habitantes.

## Administración
El distrito de Huangpi se divide en 14 pueblos que se administran en subdistritos.